# Cillán (kommunhuvudort)
Cillán är en kommunhuvudort i Spanien.   Den ligger i provinsen Provincia de Ávila och regionen Kastilien och Leon, i den centrala delen av landet, 110 km väster om huvudstaden Madrid. Cillán ligger 1 196 meter över havet och antalet invånare är 131.
Terrängen runt Cillán är kuperad, och sluttar norrut. Runt Cillán är det mycket glesbefolkat, med 5 invånare per kvadratkilometer. Närmaste större samhälle är Muñana, 13,2 km söder om Cillán. Trakten runt Cillán består i huvudsak av gräsmarker.